# Chaudun
Chaudun ist eine französische Gemeinde mit 244 Einwohnern (Stand: 1. Januar 2022) im Département Aisne in der Region Hauts-de-France (is 2015: Picardie). Sie gehört zum Arrondissement Soissons und zum Kanton Villers-Cotterêts. Die Einwohner werden als Chaudunois(es) bezeichnet.

## Geographie
Die Gemeinde Chaudun liegt nahe der Quelle der Savières, rund neun Kilometer südwestlich von Soissons und 34 Kilometer ostsüdöstlich von Compiègne. Sie umfasst die Ortsteile Cravançon und Maison Neuve. Durch das Gemeindegebiet führt die RN 1. Nachbargemeinden von Chaudun sind Missy-aux-Bois und Ploisy im Norden, Berzy-le-Sec im Osten, Vierzy im Süden, Longpont und Saint-Pierre-Aigle im Südwesten und Dommiers im Westen.

## Geschichte
Im Ersten Weltkrieg wurde bei Maison Neuve ein Militärflugplatz angelegt. Am 31. Mai 1918 fanden während der Zweiten Marneschlacht in Chaudun schwere Kämpfe statt.

### Bevölkerungsentwicklung
| Jahr                       | 1962 | 1968 | 1975 | 1982 | 1990 | 1999 | 2006 | 2013 | 2021 |
| Einwohner                  | 222  | 234  | 294  | 257  | 287  | 282  | 265  | 252  | 251  |
| Quellen: Cassini und INSEE |      |      |      |      |      |      |      |      |      |

## Sehenswürdigkeiten
- Église Notre-Dame
- Mehrere Denkmäler, unter anderem für Charles Mangin und Louis Jaurès
- Travail à ferrer (Klauenstand)

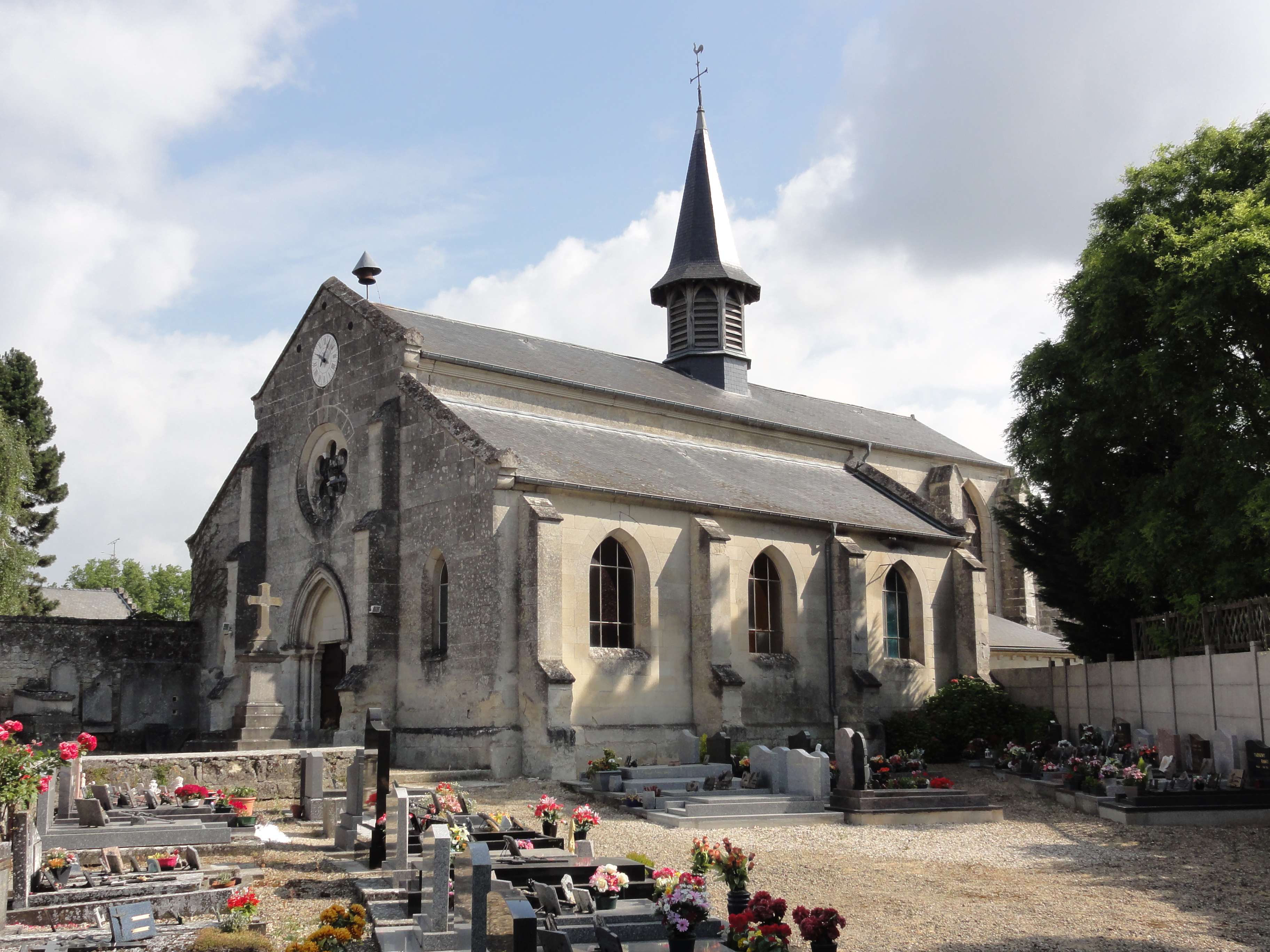
Kirche Notre-Dame
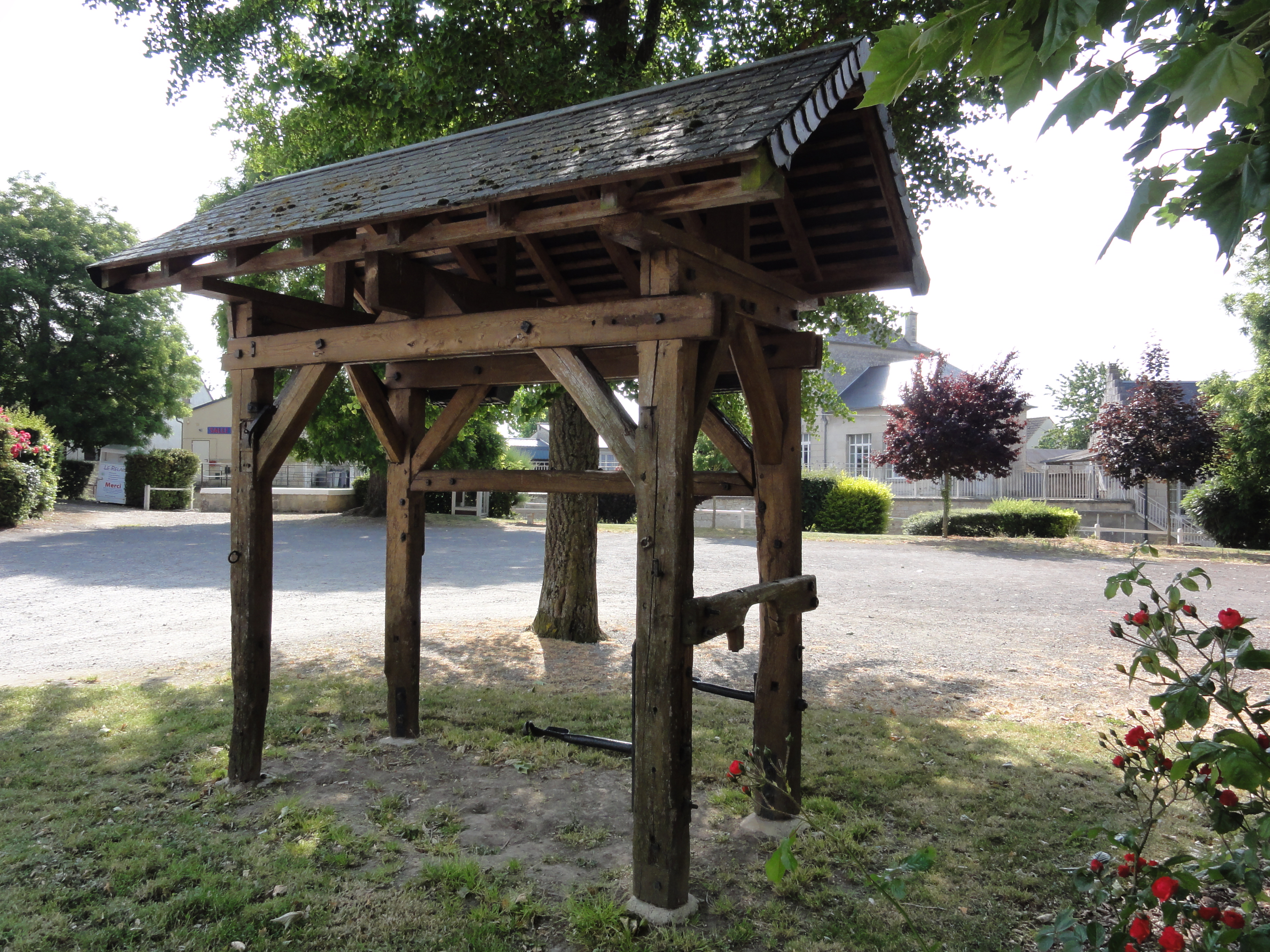
Klauenstand
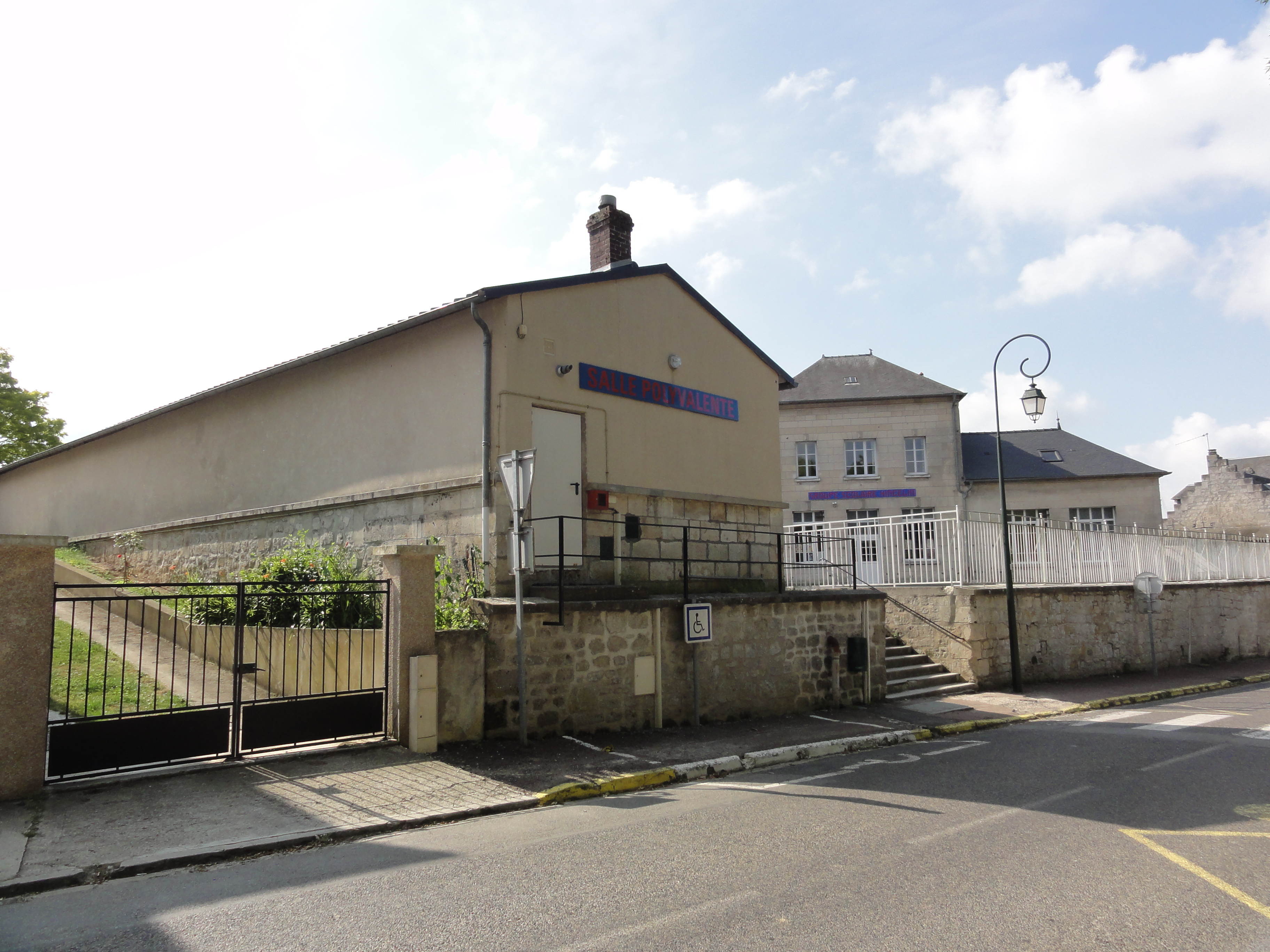
Mehrzweckhalle, im Hintergrund die Schule